# Frosinone Calcio 2002-2003
Questa pagina raccoglie le informazioni riguardanti il Frosinone Calcio nelle competizioni ufficiali della stagione 2002-2003.

## Rosa
| N. |                   | Ruolo | Calciatore             |
| -- | ----------------- | ----- | ---------------------- |
|    | Italia (bandiera) | A     | Sossio Aruta           |
|    | Italia (bandiera) | P     | Ronny Buscicchio       |
|    | Italia (bandiera) | P     | Andrea Cano            |
|    | Italia (bandiera) | C     | Davide Carmassi        |
|    | Italia (bandiera) | C     | Felice Cavaliere       |
|    | Italia (bandiera) | D     | Alessandro Cicchetti   |
|    | Italia (bandiera) | A     | Sergio Di Corcia       |
|    | Italia (bandiera) | D     | Andrea Fattizzo        |
|    | Italia (bandiera) | C     | Luca Galuppi           |
|    | Italia (bandiera) | D     | Fabio Giannella        |
|    | Grecia (bandiera) | A     | Theofilos Karasavvidīs |
|    | Italia (bandiera) | C     | Gianluca Lillo         |
|    | Italia (bandiera) | C     | Michele Malpeli        |
|    | Italia (bandiera) | C     | Davide Masciantonio    |

| N. |                   | Ruolo | Calciatore          |
| -- | ----------------- | ----- | ------------------- |
|    | Italia (bandiera) | A     | Andrea Musacco      |
|    | Canada (bandiera) | A     | Matthew Palleschi   |
|    | Italia (bandiera) |       | C. Pardo            |
|    | Italia (bandiera) | D     | Emilio Pellegrino   |
|    | Italia (bandiera) | D     | Gianluca Picciau    |
|    | Italia (bandiera) | C     | Walter Piccioni     |
|    | Italia (bandiera) | C     | Gianluca Pietrucci  |
|    | Italia (bandiera) | C     | Morris Manolo Ripa  |
|    | Italia (bandiera) | D     | Omar Roma           |
|    | Italia (bandiera) | C     | Valentino Sbaccanti |
|    | Italia (bandiera) | D     | Wladimiro Sbaglia   |
|    | Italia (bandiera) | D     | Simone Schicchi     |
|    | Italia (bandiera) | A     | Gianni Testa        |